# Superintendência Nacional de Previdência Complementar
A Superintendência Nacional de Previdência Complementar (PREVIC) é um órgão do governo federal, vinculado ao Ministério da Previdência Social, responsável pelo licenciamento, orientação, supervisão e fiscalização das Entidades Fechadas de Previdência Complementar (EFPC).
O papel da PREVIC é proteger participantes e assistidos, aumentando a segurança do sistema, e estimulando a adoção de boas práticas de governança e de investimento pelas EFPC. O objetivo é que os associados às entidades, ao se aposentarem, recebam tudo o que investiram e têm direito, conforme a regras estabelecidas.
Juridicamente, a PREVIC é uma autarquia de natureza especial, dotada de autonomia administrativa e financeira e patrimônio próprio, com sede e foro no Distrito Federal, e atuação em todo o território nacional.
Foi criada em 23 de dezembro de 2009, com a sanção da Lei nº 12.154, pelo presidente da República Luiz Inácio Lula da Silva.

## Principais conceitos

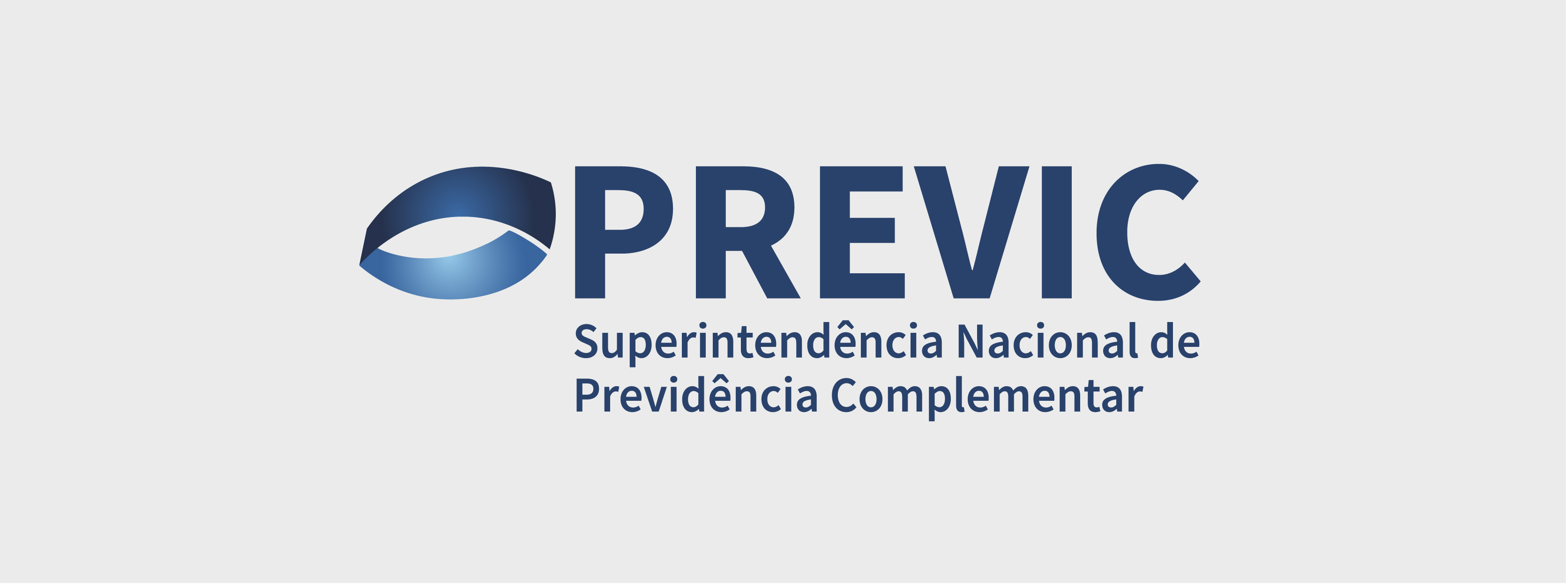
O logo da PREVIC faz referência à proteção e à missão de Autarquia de assegurar higidez e confiabilidade ao sistema de previdência complementar fechado e seus participantes.[https://www.gov.br/previc/pt-br/acesso-a-informacao-1/institucional/manual-de-identidade-visual-da-previc-2018.pdf/view Veja o manual de identidade visual clicando aqui

### Supervisão sistemática
Com a publicação da Resolução PREVIC 23/2023, a autarquia implantou um novo modelo de acompanhamento das Entidades Fechadas de Previdência Complementar. Elas passaram a ser segmentadas com base no porte e na complexidade (S1, S2, S3 e S4). Dessa forma, foi possível aprofundar o conceito de supervisão baseada no risco, onde cada entidade é monitorada de forma sistemática, gerando informações de inteligência que impactam na fiscalização, conforme o porte e a necessidade identificada.

### Ato regular de gestão
A PREVIC adota as melhores práticas de avaliação, autuação e julgamento dos atos praticados pelas EFPC. Utiliza o conceito de Ato Regular de Gestão para verificar se, no momento da decisão de investimento, houve obediência a todos os critérios legais, normativos e informativos. Observa também se a decisão foi tomada de forma diligente, refletida e de boa-fé, atendendo apenas aos interesses sociais.
O objetivo é aumentar a segurança jurídica para que o gestor tenha liberdade na tomada de decisão, podendo assumir riscos e buscar os melhores resultados, desde que tudo esteja em conformidade com os normativos, as boas práticas recomendadas e a estratégia de negócio da Entidade. Isso é importante para a gestão de longo prazo e para o desenvolvimento do setor.
Em caso de ilícito verificado pela fiscalização, a entidade e os gestores responsáveis poderão ser penalizados pelo regime sancionador.
O conceito e a prática foram ratificados pelo Pleno do TCU (Acórdão 964/2024).

### Participação social
Como instrumentos de participação social, funcionam na PREVIC a Comissão Nacional de Atuária (CNA) e a Comissão de Fomento da Previdência Complementar Fechada (COFOM). Os colegiados são representativos do setor, formados por indicações do governo, dos participantes e assistidos, das entidades fechadas de previdência complementar e dos patrocinadores. A CNA também conta com integrantes da Academia.

## Histórico
Antes da PREVIC, as funções de supervisão e fiscalização das entidades fechadas de previdência complementar eram realizadas diretamente pelo Ministério da Previdência Social, por meio da Secretaria de Previdência Complementar (SPC). Para fortalecer o sistema, a PREVIC foi criada em 23 de dezembro de 2009.  
Anteriormente, em 2004, houve uma tentativa de criação do órgão, por meio da Medida Provisória nº 233, que vigorou de 31 de dezembro de 2004 até 14 de junho de 2005, quando perdeu a eficácia porque não completou o ciclo de votações necessárias no parlamento.
A iniciativa foi retomada posteriormente na Câmara dos Deputados (PL 3962/2008) e, no Senado, (PLC nº 136/2009), resultando na Lei nº 12.154/2009. 
Leia o que dizia a ementa do projeto encaminhado pelo Executivo;
“Cria a Superintendência Nacional de Previdência Complementar - PREVIC e dispõe sobre o seu pessoal, inclui a Câmara de Recursos da Previdência Complementar na estrutura básica do Ministério da Previdência Social, altera disposições referentes a auditores-fiscais da Receita Federal do Brasil, e dá outras providências.”

## Estrutura
A gestão da PREVIC é realizada por uma Diretoria Colegiada composta por um Diretor-Superintendente e outras quatro diretorias: Diretoria de Administração, Diretoria de Fiscalização e Monitoramento, Diretoria de Licenciamento e Diretoria de Normas. Essa estrutura foi atualizada em 18 de outubro de 2022, por meio do Decreto nº 11.241.
Os cinco diretores são indicados pelo Ministro da Previdência Social  e nomeados pelo Presidente da República. O Procurador-Chefe é nomeado por indicação do Advogado-Geral da União, e o Auditor-Chefe, pela Controladoria Geral da União. 
Possui ainda, em sua estrutura, Gabinete, Assessoria de Comunicação Social e Parlamentar, Coordenação-Geral de Suporte à Diretoria Colegiada, Ouvidoria, Coordenação-Geral de Inteligência e Gestão de Riscos, Coordenação-Geral de Gestão Estratégica e Inovação Institucional, Corregedoria, Auditoria Interna, Procuradoria Federal, além de cinco Escritórios de Representação em São Paulo, Rio de Janeiro, Minas Gerais, Pernambuco e Rio Grande do Sul.
O acesso aos cargos da PREVIC se dá por meio de concurso público. Atualmente, compõem o quadro do órgão as carreiras de Especialista em Previdência Complementar, Analista Administrativo e Técnico Administrativo.

## Principais Atribuições da PREVIC
As principais competências da PREVIC, segundo o Decreto nº 11.241, de 18 de outubro de 2022, são: 
I - proceder à fiscalização das atividades das entidades fechadas de previdência complementar e das suas operações;
II - apurar e julgar as infrações e aplicar as penalidades cabíveis;
III - expedir atos normativos e estabelecer procedimentos no âmbito de sua competência;
IV - autorizar:
a) a constituição e o funcionamento das entidades fechadas de previdência complementar, e a aplicação dos respectivos estatutos e regulamentos de planos de benefícios;
b) as operações de fusão, de cisão, de incorporação ou de qualquer outra forma de reorganização societária, relativas às entidades fechadas de previdência complementar;
c) a celebração de convênios e termos de adesão por patrocinadores e instituidores, e as retiradas de patrocinadores e instituidores; e
d) as transferências de patrocínio, grupos de participantes e assistidos, planos de benefícios e reservas entre entidades fechadas de previdência complementar;
V - harmonizar as atividades das entidades fechadas de previdência complementar com as normas e as políticas estabelecidas para o segmento;
VI - decretar intervenção e liquidação extrajudicial das entidades fechadas de previdência complementar e nomear interventor ou liquidante na forma prevista em lei;
VII - nomear administrador especial de plano de benefícios de natureza previdenciária especíﬁco, administrado por entidade fechada de previdência complementar, com poderes de intervenção e de liquidação extrajudicial na forma prevista em lei;
VIII - promover a mediação, a conciliação e a arbitragem entre entidades fechadas de previdência complementar e entre elas e seus participantes, assistidos, patrocinadores ou instituidores, e dirimir os litígios que lhe forem submetidos nos termos do disposto na Lei nº 9.307, de 23 de setembro de 1996.

## Câmara de Recursos da Previdência Complementar
No caso de julgamento de processos de ordem disciplinar (inquéritos administrativos e impugnações referentes à TAFIC), as decisões da Diretoria Colegiada estão sujeitas à revisão por parte da Câmara de Recursos da Previdência Complementar.
A Câmara de Recursos da Previdência Complementar pode revisar as decisões efetuadas pela Diretoria Colegiada da PREVIC, referentes a sanções administrativas. Foi criada em 2009 juntamente com a Lei 12.154, de 23 de dezembro de 2009, mesma lei que criou a PREVIC. É composta por sete integrantes, com direito a voto e mandato de dois anos, permitida uma recondução. Desses integrantes, quatro são escolhidos entre servidores federais ocupantes de cargo efetivo em exercício no Ministério da Fazenda ou entidades a ele vinculadas; e três são indicados pelas entidades fechadas de previdência complementar, pelos patrocinadores/instituidores e pelos participantes/assistidos.

## Relatório de Gestão
O Relatório de Gestão da Superintendência Nacional de Previdência Complementar (PREVIC) busca consolidar os principais trabalhos e atividades realizados pela Autarquia anualmente. Este relatório é uma construção coletiva dos servidores, visando à elaboração de um documento materialmente completo, cumprindo o dever de transparência na prestação de contas à sociedade. 
Acompanhe o Relatório de Gestão da PREVIC: https://www.gov.br/previc/pt-br/acesso-a-informacao-1/auditorais/prestacao-de-contas/relatorio-de-gestao-integrado

## Ouvidoria
A PREVIC mantém um espaço aberto à cidadania. Quando quiser registrar denúncias, reclamações, solicitações, sugestões e elogios, relativos às atividades e operações da autarquia, entre em contato pelo Portal PREVIC (gov.br/previc) ou pelos canais:
Telefone: (61) 2021-2029 (Horário de Atendimento: das 8h às 12h e das 14h às 18h (dias úteis);
Endereço: SCN, Quadra 06, Ed. Venâncio 3000, Conjunto A, 12º andar - Asa Norte CEP: 70.716-900 - Brasília/DF